# Repišče
Repišče este o localitate din comuna Videm, Slovenia, cu o populație de 130 de locuitori.